# أوكساجون
مدينة نيوم الصناعية «أوكساچون»، (بالإنجليزية: Oxagon)، هي مدينة صناعية تعد أكبر تجمع صناعي عائم في العالم، أعلن ولي العهد السعودي الأمير محمد بن سلمان عن إطلاقها في 16 نوفمبر 2021م. ويتوقع أن تبدأ استقبال رواد التصنيع والمستثمرين وأصحاب الأعمال في بداية عام 2022.

## الموقع والأهمية
تقع مدينة أوكساجون على البحر الأحمر بالقرب من قناة السويس التي يمر عبرها ما يقرب من 13% من التجارة العالمية، وستكون المدينة واحدة من أكثر المراكز اللوجستية تقدمًا في العالم من الناحية التقنية بوجود أحدث ميناء متكامل وارتباطها بمطار.
تحتل «أوكساجون» منطقة كبيرة في الركن الجنوبي الغربي من نيوم، وتتركز البيئة الحضرية الأساسية حول الميناء المتكامل ومركز الخدمات اللوجستية الذي سيضم غالبية سكان المدينة الصناعية، ويقلل التصميم الثُّماني الفريد للمدينة من أي تأثيرات على البيئة، حيث سيوفر أفضل ما يمكن من استخدامات الأراضي، لدعم توجه نيوم في الحفاظ على ما نسبته 95% من البيئة الطبيعية، كما تشكل المدينة أكبر هيكل عائم في العالم وتعد مركزاً لتطوير نيوم لـ «الاقتصاد الأزرق» وذلك بالاعتماد على البحار في تحقيق التنمية المستدامة، مما يعكس تركيز نيوم على التطوير الإبداعي والمبتكر.

## المميزات
ستتميز نيوم من خلال أوكساجون بأول نظام بيئي متكامل لسلسلة التوريد والموانئ في العالم حيث سيتم توحيد تشغيل مرافق تسليم الموانئ والخدمات اللوجستية والسكك الحديدية، مما يوفر مستويات إنتاجية عالمية مع انبعاثات كربونية صفرية، وستسمح سلسلة التوريد والخدمات اللوجستية المادية والرقمية المتكاملة بالتسليم الآمن وفي الوقت المحدد، وضمان الكفاءة والفعالية من حيث التكلفة لشركاء الصناعة.
وتعتمد المدينة الصناعية على أكثر التقنيات تقدمًا مثل: إنترنت الأشياء (IoT)، وتفاعل الإنسان مع الآلة، والذكاء الاصطناعي والقدرة على التوقع، والروبوتات، وجميعها مقترنة بشبكة من مراكز التوزيع المستقلة والمؤتمتة بالكامل بما يخدم طموحات نيوم في إنشاء سلسلة إمداد متكاملة وذكية وفعالة.
وتشكل المدينة الصناعية في نيوم مركزاً للصناعات النظيفة والمتقدمة، حيث سيكون صافي الانبعاثات صفراً "net zero"، من خلال العمل بالطاقة النظيفة بنسبة 100%، وستصبح نقطة محورية لقادة الصناعة الذين يرغبون في قيادة التغيير لإنشاء مصانع متقدمة ونظيفة في المستقبل.

## التنمية الصناعية
ترتكز التنمية الصناعية للمدينة على سبعة قطاعات، هي: الطاقة المستدامة، والتنقل المستقل، وابتكار حلول للمياه، والإنتاج الغذائي المستدام، والصحة والرفاهية، والتقنية والتصنيع الرقمي (بما في ذلك الاتصالات وتقنية الفضاء والروبوتات)، وطرق البناء الحديثة؛ وكلها مدعومة بالطاقة المتجددة بنسبة 100%.

## الدور الاقتصادي والبيئي
وفقا لتصريح ولي العهد الأمير محمد بن سلمان «ستسهم مدينة نيوم الصناعية في إعادة تعريف توجه العالم نحو التنمية الصناعية في المستقبل، جنباً إلى جنب مع إسهامها في حماية البيئة، وخلق فرص جديدة للعمل وتحقيق النمو، كما ستشارك "أوكساچون" في دعم المملكة في مجال التجارة الإقليمية، إضافة إلى دعم تدفقات التجارة العالمية في المنطقة».
وترتكز مدينة نيوم الصناعية على ذات الفلسفة والمفاهيم الخاصة بمجتمعات «ذا لاين» التي تم إطلاقها في يناير 2021، حيث ستوفر إمكانية عيش استثنائية متجانسة مع الطبيعة. وستنعكس العديد من ميزات «ذا لاين» التي توفر قابلية استثنائية للعيش في المشهد الحضري، على المدينة الصناعية، حيث تتجسد الرفاهية الاستثنائية من خلال تصميم المجتمعات وتخصيصها للمشي، أو التنقل من خلال الاعتماد على الطاقة الهيدروجينية صديقة البيئة كوقود حيوي يغذي أنظمة النقل والمواصلات، وسيتم بناء الصناعة المستدامة حول المجتمعات لتقليل وقت التنقل وتوفير حياة استثنائية مع دمج الطبيعة بسلاسة في البيئة الحضرية.
كما تستهدف المدينة الصناعية إنشاء اقتصاد دائري حقيقي مع بيئة تعاونية مبنية على البحث والابتكار، وستحتضن المدينة النظام البيئي في التعليم والبحث والابتكار (ERI) لمنافسة المراكز العالمية القائمة، كما يجري تطوير المدينة الصناعية بشكل مميز، وبتصاميم لمرافق التصنيع الكبيرة ومنها أكبر مشروع هيدروجين أخضر في العالم الذي يشمل Air Products و ACWA Power و NEOM في مشروع ثلاثي مشترك؛ وكذلك أكبر مصنع لبناء وحدات معيارية في العالم وأكثرها تقدمًا مع شركة Gulf Modular International ، إضافة إلى أكبر مركز بيانات فائق النطاق في المنطقة، وهو مشروع مشترك بين نيوم وFAS Energy .

## الشراكات

### ماكلارين
في عام 2022، أطلقت الشراكة بين نيوم وماكلارين، إلى ما هو أبعد من مجرد رعاية رياضة المحركات، لتعكس التزاماً مشتركاً بالأداء العالي والابتكار، وتنمية المواهب المستقبلية.
الجدير بالذكر أنه منذ انطلاق "مسرِّعة أوكساچون وماكلارين" في العام 2023، وهو برنامج دولي مدته 12 أسبوعاً، تمكنت مجموعتان ناجحتان من الشركات الناشئة من جميع أنحاء العالم من إكمال البرنامج، المصمم لتسريع تطوير التقنيات المتقدمة والحلول الكفيلة بالنهوض بمختلف الصناعات؛ وقد أدى البرنامج بالفعل إلى مشاريع تجريبية داخل نيوم، في مجالات تتنوع بين التنقل الذاتي إلى الخدمات اللوجستية الذكية، وابتكار سلسلة التوريد، وتمكن من توفير فرص تجارية في جميع أنحاء المملكة.
وفي عام 2024، تم اختيار أربع شركات من أصل سبع لتجربة تقنياتها في ميناء نيوم في مجالات حلول سلامة الموانئ والصحة المهنية، ورفاهية الموظفين والعمال، والمناولة الآلية للحاويات، والصيانة التنبؤية والفحوصات المؤتمتة. 

### داتافولت
في فبراير، 2025، وقّعت نيوم اتفاقية شراكة مع شركة "داتاڤولت" السعودية، المتخصصة في استثمار وتطوير وتشغيل مراكز البيانات على مستوى العالم، وذلك لتصميم مصنع ضخم للذكاء الاصطناعي يعمل كمركز بيوبموجب الاتفاقية، سيتم تنفيذ المشروع في أوكساچون، مدينة الصناعات النظيفة والمتقدمة في نيوم، وذلك على مراحل، حيث ستشهد المرحلة الأولى ضخ استثمار أولي بقيمة 5 مليارات دولار أمريكي في المشروع الذي يُتوقع أن يصبح قيد التشغيل بحلول عام 2028. وسيضم مركز البيانات منظومة متكاملة للحوسبة عالية الكثافة وبنى تحتية موفرة للطاقة، ما يدعم طموحات أوكساچون في مواجهة التحديات العالمية المرتبطة بمراكز البيانات التقليدية.انات متكامل وبقدرة إجمالية تصل إلى 1.5 جيجاواط.

## روابط خارجية
- الموقع الرسمي